# Serguéi Ustiúgov
Serguéi Alexándrovich Ustiúgov –en ruso, Сергей Александрович Устюгов– (Mezhdurechenski, 8 de abril de 1992) es un deportista ruso que compite en esquí de fondo.
Participó en dos Juegos Olímpicos de Invierno, obteniendo una medalla de oro en Pekín 2022, en la prueba de relevo (junto con Alexei Chervotkin, Alexandr Bolshunov y Denis Spitsov), y el quinto lugar en Sochi 2014, en velocidad individual.
Ganó siete medallas en el Campeonato Mundial de Esquí Nórdico entre los años 2013 y 2019.

## Palmarés internacional
| Juegos Olímpicos   | Juegos Olímpicos       | Juegos Olímpicos  | Juegos Olímpicos     |
| Año                | Lugar                  | Medalla           | Prueba               |
| ------------------ | ---------------------- | ----------------- | -------------------- |
| 2022               | Pekín (China)          | Medalla de oro    | Relevo 4 × 10 km     |
| Campeonato Mundial |                        |                   |                      |
| Año                | Lugar                  | Medalla           | Prueba               |
| 2013               | Val di Fiemme (Italia) | Medalla de bronce | Relevo 4 × 10 km     |
| 2017               | Lahti (Finlandia)      | Medalla de oro    | Velocidad por equipo |
| 2017               | Lahti (Finlandia)      | Medalla de oro    | 30 km                |
| 2017               | Lahti (Finlandia)      | Medalla de plata  | Velocidad individual |
| 2017               | Lahti (Finlandia)      | Medalla de plata  | 50 km                |
| 2017               | Lahti (Finlandia)      | Medalla de plata  | Relevo 4 × 10 km     |
| 2019               | Seefeld (Austria)      | Medalla de plata  | Relevo 4 × 10 km     |